# Прокошев, Николай Иванович
Никола́й Ива́нович Про́кошев  (1904—1938) — русский и советский художник.

## Биография
Николай Иванович Прокошев родился в 1904 году в семье крестьянина деревни Сколотни Слободского уезда Вятской губернии. Имея способности к рисованию, Николай Иванович в свое время окончил последовательно школу второй ступени, Вятский Художественно-Промышленный техникум, второй и третий курсы живописного отделения по классу педагога, художника Михаила Афанасьевича Демидова.
Большое влияние на творчество художника оказала учёба в московском институте ВХУТЕМАСе/ВХУТЕИНе, где он учился на живописном факультете монументального отделения с 1926 по 1930 год. В институте его наставниками и педагогами на первом и втором курсах был Константин Николаевич Истомин, на третьем и четвёртом — Павел Варфоломеевич Кузнецов, рисунок вели художники М. С. Родионов, Л. А. Бруни, предмет живопись на третьем и четвёртом курсах вел Владимир Андреевич Фаворский.
С 1927 года Николай Иванович тяжело болел туберкулёзом лёгких. Несмотря на заболевание, плохие материальные условия и бытовые трудности, художник непрерывно занимался живописью: писал маслом портреты, пейзажи, натюрморты и готовился писать художественные композиции. Однако, получив образование в область монументальной живописи, он не мог ею заниматься по причине болезни.
Николай Иванович Прокошев состоял в горкоме Московских художников-оформителей, который устраивал выставки с участием работ художника. Иногда, если позволяло здоровье, он участвовал в оформительских работах на дому, писал диаграммы, плакаты и др.
В разное время проживал в Подмосковье на станции Влахорская Савёловской железной дороги, станции Лионозово, станции 33 км. Горьковской железной дороги. Был женат на художнице Л. Н. Агалаковой, которую часто рисовал.
В творчестве художника ощущается увлечение французской школой живописи. В 1930-х годах работал над проблемой изображения света в графике и живописи, писал портреты, натюрморты, пейзажи, работал в жанре «в комнатах». В 1930-х годах принимал участи в художественных выставках, в 1936 году состоялась его первая персональная выставка в горкоме художников.
Николай Иванович Прокошев скончался в 1938 году в возрасте 34 лет от туберкулёза.

## Память
В настоящее время работы Н. И. Прокошева хранятся в Вятском художественном музее имени В. М. и А. М. Васнецовых, в музеях Кирова, Нукуса, Тбилиси и в частных коллекциях.

## Галерея

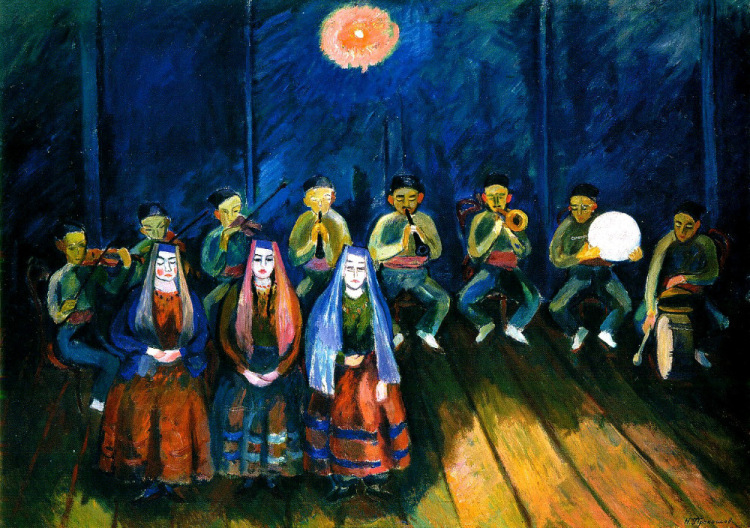
Татарский концерт в крымском санатории
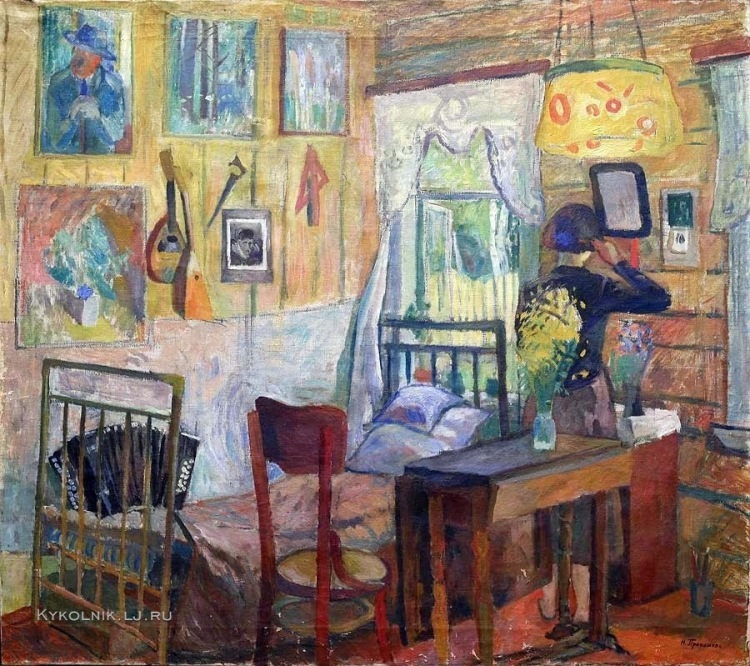
Комната художника
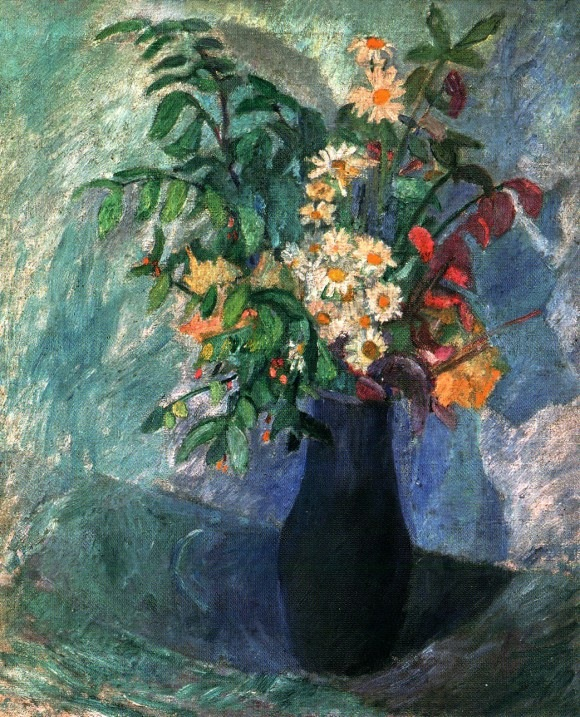
Букет с ромашками
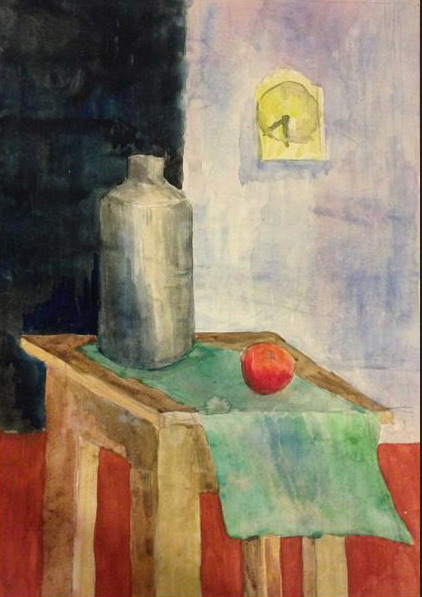
Натюрморт
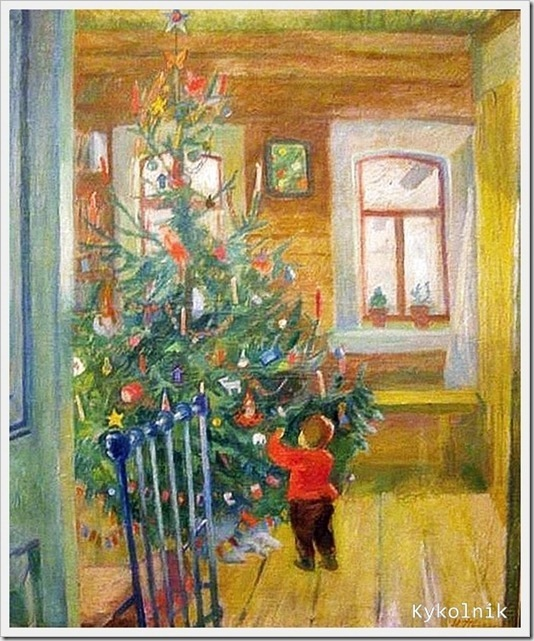
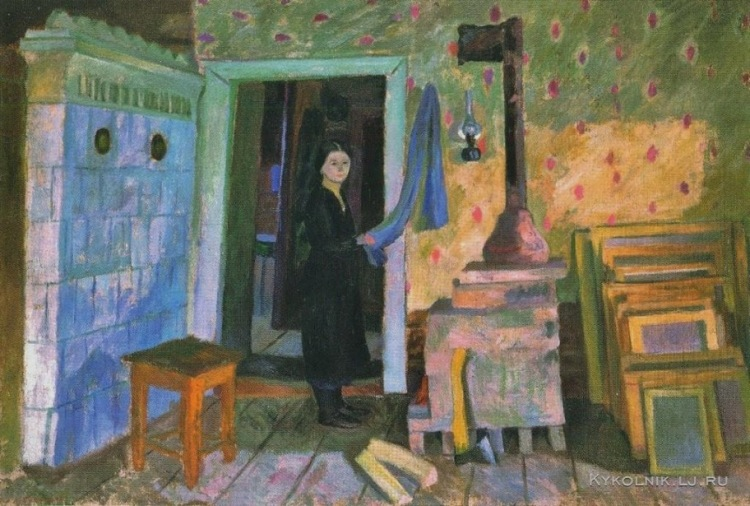
Комната художницы Л. Агалаковой